# اردوگاه کار اجباری نوینگامه

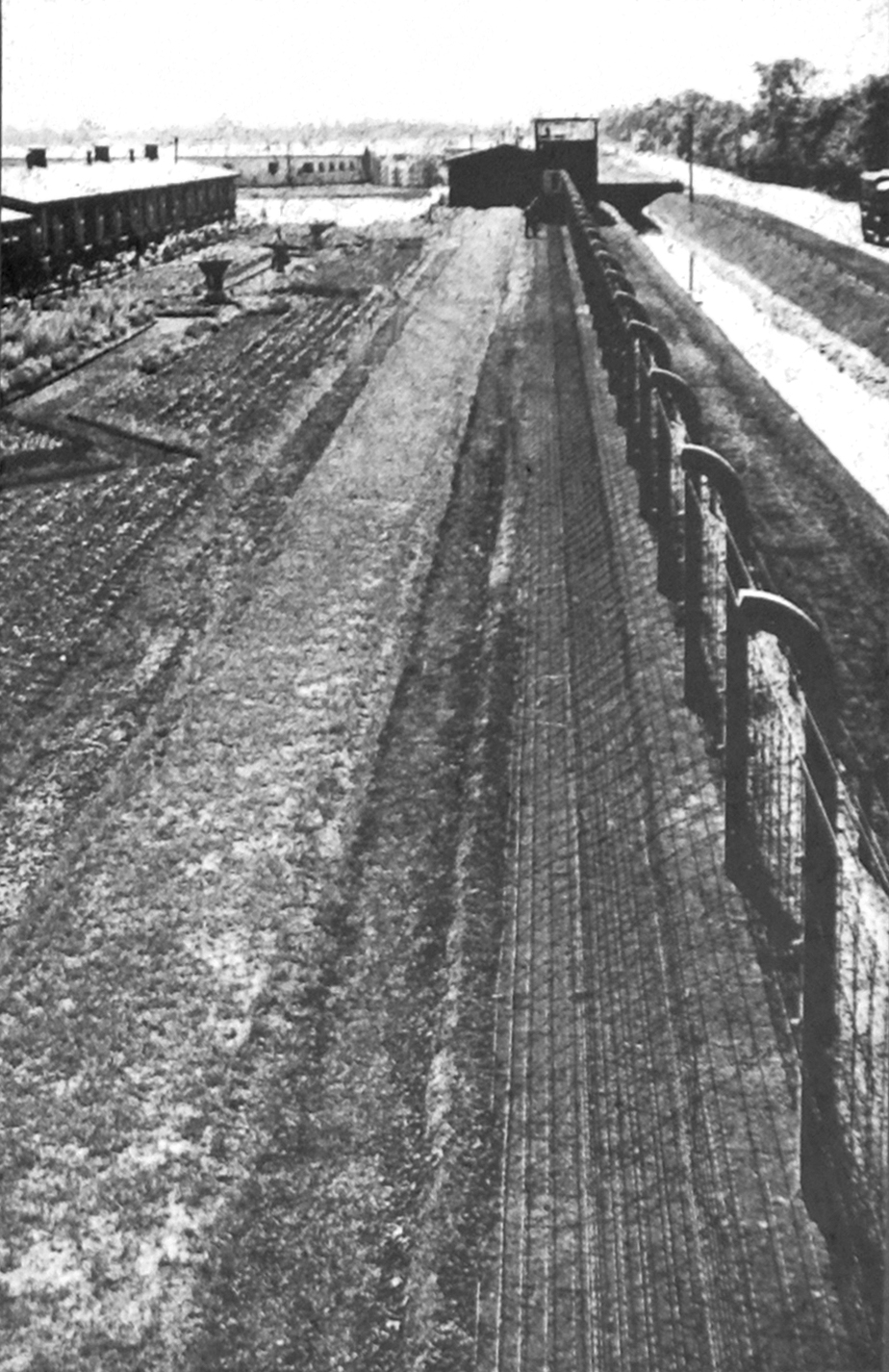

اردوگاه مرگ نوینگامه (به آلمانی: KZ Neuengamme) از بزرگترین اردوگاه‌های کار اجباری نازی‌ها بود که توسط رژیم نازی در سال ۱۹۳۸ در نزدیکی روستای نوینگامه ساخته شد.
بیش از ۴۲ هزار نفر از یهودیان، لهستانی‌ها، روسها و بسیاری از کشورهای دیگر در این اردوگاه به قتل رسیدند. این اردوگاه ۸۴ اردوگاه فرعی نیز داشت.